# Huerteales
Huerteales is een botanische naam, voor een orde van bedektzadigen. Een orde onder deze naam wordt zelden erkend door systemen voor plantentaxonomie, maar wel door de APWebsite: deze plaatst haar in de "rosids II" (= eurosids II, in de Heukels vertaald met Malviden). De samenstelling was eerst [10 juni 2006]:
- orde Huerteales
  - familie Dipentodontaceae
  - familie Tapisciaceae
    - geslacht Perrottetia

En later [4 april 2008]:
- orde Huerteales
  - familie Dipentodontaceae
  - familie Gerrardinaceae
  - familie Tapisciaceae
    - geslacht Perrottetia

Nog weer later [22 juli 2009] was de samenstelling:
- orde Huerteales
  - familie Dipentodontaceae
  - familie Gerrardinaceae
  - familie Tapisciaceae

Het geslacht Perrottetia is dan ingevoegd in de familie Dipentodontaceae.
Ook APG III (2009) erkent zo'n orde.